# Яковлєва Олена Олексіївна
Олена Олексіївна Яковлєва (рос. Еле́на Алексе́евна Я́ковлева, нар. 5 березня 1961; Новоград-Волинський, Житомирська область, УРСР, СРСР) — радянська та російська акторка театру і кіно, телеведуча. Заслужена артистка Російської Федерації (1995). Лауреатка премій Ніка (1989, 1992), «ТЕФІ» (2004), Державної премії Російської Федерації в області літератури і мистецтва (2000), двох премій «Золотий орел» (2005 2017). Народна артистка Російської Федерації (2002). Кавалер ордена Пошани (2006).

## Біографія
Народилася в сім'ї Валерії Павлівни, співробітниці НДІ, та Олексія Миколайовича, військовослужбовця. Родині доводилося часто переїжджати з місця на місце. Як наслідок, Олена змінила багато шкіл.
Школу закінчила в Харкові в 1978 р. Після закінчення встигла попрацювати бібліотекаркою в ХДУ і картографкою. Потім працювала комплектувальницею на Харківському заводі електроапаратури. В 1980, коли накопичила грошей, вирушила до Москви вступати до Російського інституту театрального мистецтва. Вступила з першої спроби. За словами викладача Володимира Андреєва, на вступних іспитах було зрозуміло, що її чекає велике майбутнє: при вступі, читаючи монолог, стала на коліна, і приймальна комісія слухала її стоячи.
Інститут закінчила в 1984 році, після чого була прийнята в один з провідних театрів Москви — «Современник». За введення її до трупи театру члени художньої ради на чолі з Галиною Волчек проголосували одноголосно (рідкісний випадок). Дебютувала в ролі Гітель у відновленій виставі Галини Волчек «Двоє на гойдалках» (1984), за п'єсою У. Гібсона. Першим партнером був Микола Попков.
У 1986 р. Валерій Фокін запропонував перейти в театр ім. Єрмолової, там вона працювала три роки. Потім повернулася до театру «Современник». У травні 2011 р., через 28 років праці в театрі, знову його покинула, разом з нею з театру пішов її чоловік Валерій Шальних.
Дебютом в кіно стала картина Георгія Юнгвальд-Хилькевича «Двоє під однією парасолькою» (1983).
У 1980-ті рр. багато знімалася (Марія в «Плюмбум, або Небезпечна гра» В. Абдрашитова, Міла у «Час літати» А. Сахарова та інші). Всесоюзна слава прийшла до неї після ролі Тані Зайцевої в фільмі «Інтердівчинка» (1989) режисера Петра Тодоровського, за скандальною повістю В. Куніна.
У 1990-ті Тодоровський-старший зняв Яковлєву ще в трьох своїх фільмах: «Анкор, ще анкор» (1992), «Яка дивна гра» (1995) і «Ретро втрьох» (1998). Згодом шкодувала про свою незіграну роль дружини комдива у фільмі Микити Михалкова «Стомлені сонцем» (1994), на яку режисер затвердив Інгеборгу Дапкунайте.
На новий пік популярності акторку піднесла роль Насті Каменської в телевізійному серіалі «Каменська».
У 2016 та 2018 роках відвідала окупований Крим через закриті пункти пропуску. Через це була внесена до бази сайту «Миротворець», а у 2017 році Держприкордонслужба не впустила Яковлєву до України й заборонила в'їзд на 3 роки.

## Приватне життя
- Перший чоловік — Сергій Юлін (нар. 20 квітня 1957), драматичний актор, Заслужений артист Російської Федерації (1999), художній керівник Забайкальського крайового драматичного театру. Одружилися ще студентами, через пів року розлучилися.
- Другий чоловік — Валерій Шальних (нар. 8 квітня 1956), актор Московського театру «Современник» (1977—2011), Народний артист Росії (2006). Шлюб подружжя зареєстровано 3 березня 1990 р. в Грибоєдовському РАГСі Москви, до цього п'ять років жили у фактичному шлюбі. Свідком на весіллі був Ігор Кваша.
  - Син — Денис (нар. 7 листопада 1992), вчиться на режисерському факультеті Гуманітарного інституту телебачення і радіомовлення на Великій Поляні в Москві, режисер.

Улюблені письменники Олени — Іван Бунін і Володимир Набоков. Хобі — верхова їзда та ролики.

## Фільмографія
| Год  | Фильм                                 | Роль                                          |
| ---- | ------------------------------------- | --------------------------------------------- |
| 1983 | Двоє під однією парасолькою           | Лера                                          |
| 1986 | Плюмбум, або Небезпечна гра           | Марія                                         |
| 1987 | Час літати                            | Міла                                          |
| 1988 | Вірними залишимося                    |                                               |
| 1988 | Крок                                  | Тетяна                                        |
| 1988 | Політ птаха                           | Лека Храпова в молодості                      |
| 1988 | Гнів батька                           |                                               |
| 1989 | Інтердівчинка                         | Таня Зайцева                                  |
| 1989 | Сходи                                 | Аля                                           |
| 1989 | Серце не камінь                       | Віра Пилипівна                                |
| 1989 | Свій хрест                            | Ольга, дружина Сергія                         |
| 1990 | Мати Ісуса                            | сестра Марія                                  |
| 1990 | Російська рулетка                     | Малятко                                       |
| 1990 | Чернов                                | Ірина-Айрін                                   |
| 1991 | Справа Сухово-Кобиліна                | француженка                                   |
| 1991 | Шалена баба                           | Олександра Михайлівна, мати Кирила            |
| 1992 | Чорний квадрат                        | Рита                                          |
| 1992 | Анкор, ще анкор!                      | Аня Крюкова                                   |
| 1992 | Виховання жорстокості у жінок і собак | Анна                                          |
| 1992 | Одна на мільйон                       | Олена Мещерина, лікарка ветеринарної лікарні  |
| 1993 | Вітька Шушера й автомобіль            | Вітіна мама, стюардеса                        |
| 1993 | Ця жінка у вікні                      | Емма Іванівна                                 |
| 1995 | Яка дивна гра                         | Віра Маркелова, вагітна сусідка               |
| 1998 | Ретро втрьох                          | Рита                                          |
| 1998 | Юкка                                  | Ксенія                                        |
| 2004 | Мій зведений брат Франкенштейн        | Рита                                          |
| 2004 | Таємниця вовчої пащі                  | Есмеральда                                    |
| 2006 | Точка                                 | Камео                                         |
| 2006 | Ніхто не знає про секс                | мама Кеші                                     |
| 2006 | Я залишаюся                           | Наталія Іванівна Тирса                        |
| 2008 | Сімейка Ади                           | дружина Івана                                 |
| 2007 | Лілії для Лілії                       | Лілія Бурцева                                 |
| 2007 | Важливіше, ніж любов                  | Лілія Іванівна Бурцева, лікарка               |
| 2007 | Дякую за любов                        | Ольга Аркадіївна Аверіна                      |
| 2007 | Нічні відвідувачі                     | Ірина Михайлівна Орловська, відома акторка    |
| 2008 | Карасі                                | Лариса Львівна, дружина Аркадія               |
| 2008 | Привіт, кіндере                       | Світлана                                      |
| 2008 | Життя налагоджується                  |                                               |
| 2009 | Знайда                                | Анна Сергіївна                                |
| 2010 | У стилі Jazz                          | мати Ірини, стюардеса                         |
| 2010 | Рита                                  | Маргарита Валеріївна                          |
| 2010 | Мамочки                               | Надія Василівна Суворова, директорка дитсадка |
| 2010 | Найда-2                               | Анна Сергіївна                                |
| 2012 | П'ять зірок                           | Альбіна                                       |
| 2013 | Вальс- Бостон                         | Надія Петрівна                                |
| 2013 | Кохання несподіване нагряне           | Олена Дмитрівна-мати Віри                     |
| 2013 | Друзі друзів                          | Олена                                         |
| 2014 | Дневник мамы первоклассника           | Агнеса Павлівна, бабуся                       |
| 2015 | Найкращий день                        | Тетяна                                        |
| 2016 | Країна чудес                          | Люба, дружина Семена                          |
| 2016 | Екіпаж                                | дружина Зінченка                              |
| 2017 | Останній богатир                      | Баба Яга                                      |
| 2017 | Ялинки нові                           | мати Андрія                                   |
| 2018 | Чернетка                              | Ніна Дмитрівна, мати Кирила Максимова         |

## Нагороди

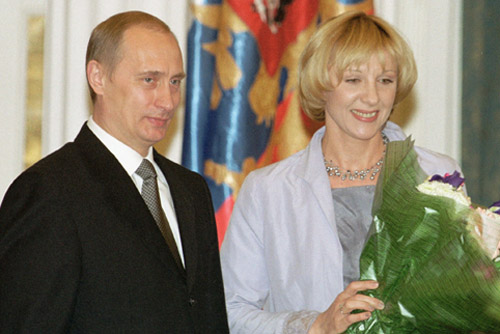
Церемонія вручення Державних премій і премій Президента Росії, 12 червня 2001.

- 1995 — почесне звання Заслужений артист Російської Федерації — за заслуги в галузі мистецтва.
- 2001 — лауреатка Державної премії Російської Федерації в області літератури і мистецтва 2000 р. (в галузі театрального мистецтва) за виконання ролей класичного і сучасного репертуару. Премію акторці Московського театру «Современник» Олені Яковлевій вручав Президент Російської Федерації Володимир Путін 12 червня 2001-го в Єкатерининському залі Кремля в Москві.
- 2002 — почесне звання Народний артист Російської Федерації — за великі заслуги в галузі мистецтва.
- 2006 — кавалер Ордена пошани — за великий внесок у розвиток театрального мистецтва та досягнуті творчі успіхи.

## Санкції
6 січня 2023 року додана до санкційного списку України.